# Inkerman
Inkerman  (ukr. Інкерман, krm. İnkerman, ros. Инкерман) – miasto na Ukrainie, położone na Krymie, należące do miasta wydzielonego Sewastopol, położone 5 kilometrów na wschód od Sewastopola; liczy 10 tys. mieszkańców (2006). W latach 1976–1991 nazywało się Biłokamiańsk (ukr. Білокам'янськ).
Na obrzeżach miasta znajdują się dwa zabytkowe kompleksy średniowieczne: twierdza Kałamita i 
zespół skalnych klasztorów Inkermanu.